# Boubacar Sidnaba Zida
Boubacar Sidnaba Zida est un réalisateur, producteur et animateur burkinabè. Il est également le fondateur du groupe Savane média composé de Savane FM et Savane TV. 

## Biographie
Aboubakar Zida est né le 4 août 1962 dans la province du Nayala. Son surnom " Sidnaba " signifie roi de la vérité en langue nationale mooré.  Il devient orphelin de père dès le bas âge. A l’âge de 12 ans, il quitte son village pour rejoindre Bobo-Dioulasso. Autodidacte, il développe une passion pour la communication et particulièrement la radio. Après avoir passé 13 ans en Côte d'Ivoire, il revient au pays en 1987. Il débute alors en tant qu'animateur bénévole d'émisssion de conte à la radio nationale. Le 3 janvier 1991, il rejoint la radio Horizon Fm, une radio privée qui venait d'ouvrir ses portes le e 31 décembre 1990. Il fait partie de ceux qui ont initiés le journal en langue mooré. En 1992, il est recruté comme agent de publicité dans une entreprise de fabrication de bonbons. Ensuite, il est nommé coordonnateur de radio Energy. A la fermeture de cette radio, il fonde avec des amis en 1999, la radio Savane FM. De la radio, fait ses pas au cinéma auprès du réalisateur Taoko Augustin Rock et écrit son premier scénario en 1996. Pour son premier film, Cité pourrie 1, il est à la fois scénariste, acteur, caméraman, monteur et réalisateur. En 2024, il est immortalisé sur la rue des étoiles par l'académie des Sotigui et fait l'objet d'un essai biographique de Boubakar Maïga parue en juillet 2025.  

## Filmographie

### Série
2003 : La cité pourrie 1,2 et 3.

### Long métrage
- 2005 : Zoodo de Ouaga
- 2006 : Mathy la tueuse
- 2007 ː Wiibdo ou le sacrilège
- 2009 ː Un fantôme dans la nuit
- 2011 ː Somzita (L'ingrate)
- 2013 ː Maï deux maris ou la polyandre[7],
- 2016 : Papa, Mon rival[8],
- 2017 : Sabab Biiga[9],
- 2020 : Ma parcelle ou la mort[10],
- 2023 : Le mari de ma femme[11],

### Films radiophoniques
- Kouka masmè (104 épisodes),
- La cité des singes[12].

## Prix et distinctions
- 2016 : Meilleur promoteur des médias dénommé PADEV Paris
- 2017: Meilleur promoteur du cinéma africain dénommé PADEV Casablanca[13],
- 2021 : Trophée d'honneur des Rencontres Internationales de Théâtre en Langues Maternelles (RITLAMES)[14],
- 2022 : Prix du Baobab d'Or[15].

## Référence
1. ↑  « El Hadj Aboubacar Zida dit Sidnaba, PDG du groupe Savane communication : La rue, les champs de plantation, puis… la communication - leFaso.net », sur lefaso.net (consulté le 20 août 2025)
2. ↑  « Zida Aboubacar Sidnaba, animateur à radio "Savane FM" : "On me prend pour un Palestinien dans ma ville d'origine" - leFaso.net », sur lefaso.net (consulté le 20 août 2025)
3. ↑  (en-US) « Aboubacar ZIDA dit SIDNABA », sur La Rue des Étoiles (consulté le 20 août 2025)
4. ↑  admin, « Aboubacar Zida dit Sidnaba: «Des menaces de mort, j’en ai reçu à la pelle» », sur NetAfrique.net, 5 décembre 2019 (consulté le 20 août 2025)
5. ↑  « Burkina/Littérature : El Hadj Boubakar Zida dit Sidnaaba immortalisé dans un essai biographique - leFaso.net », sur lefaso.net (consulté le 20 août 2025)
6. ↑  « Boubacar ZIDA "Sdnaaba" : "Mon film traite d'affaires en putréfaction" - leFaso.net », sur lefaso.net (consulté le 20 août 2025)
7. ↑  « Africiné - Boubacar Sidnaba Zida », sur Africiné (consulté le 20 août 2025)
8. ↑  « « Papa, mon rival », 7e long métrage de Sidnaba - leFaso.net », sur lefaso.net (consulté le 20 août 2025)
9. ↑  Editions LEPAYS, « PROJECTION DU FILM «SABAB-BIIGA » Boubacar Sidnaba Zida dit merci à ses partenaires », sur Editions Le Pays, 27 novembre 2017 (consulté le 20 août 2025)
10. ↑  « Burkina Faso: Sortie officielle du film «Ma parcelle ou la mort » de Zida Boubacar dit Sidnaaba », sur CITE ELEGANCE, 6 septembre 2020 (consulté le 20 août 2025)
11. ↑  Evasion Magazine, « « LE MARI DE MA FEMME »: Le 11e long métrage de Boubacar Sidnaaba », sur Evasion, 30 novembre 2023 (consulté le 20 août 2025)
12. ↑  « El Hadj Aboubacar Zida dit Sidnaba, PDG du groupe Savane communication : La rue, les champs de plantation, puis… la communication - leFaso.net », sur lefaso.net (consulté le 20 août 2025)
13. ↑  Editions LEPAYS, « PROJECTION DU FILM «SABAB-BIIGA » Boubacar Sidnaba Zida dit merci à ses partenaires », sur Editions Le Pays, 27 novembre 2017 (consulté le 20 août 2025)
14. ↑  Kulture Kibaré, « RITLAMES : Sidnaba Boubacar Zida, le prince Salia Sanou et Benoît Ouoba de Tin Tua célébrés », sur Kulture Kibaré, 19 novembre 2021 (consulté le 20 août 2025)
15. ↑  Flora Toelo Karambiri, « Baobab d’Or 2022 : Boubacar Zida dit Sidnaaba reçoit son trophée », sur Burkina24.com - Actualité du Burkina Faso 24h/24, 30 mai 2022 (consulté le 20 août 2025)